# André Ailhaud
André Ailhaud, dit Ailhaud de Volx (1799-1854), fut le chef des républicains du département des Basses-Alpes qui s’insurgèrent contre le coup d’État du 2 décembre 1851 de Louis Napoléon Bonaparte. Il participa à la prise de la préfecture de Digne le 6 décembre, commanda les troupes républicaines qui, le 9 décembre, firent battre en retraite l’armée bonapartiste lors de la bataille des Mées. Les Basses-Alpes étant le seul département à s’être aussi fermement soulevé pour le maintien de la République, il fut durement réprimé. Ailhaud qui avait pu se réfugier dans la montagne de Lure en fut chassé par l’hiver. Grâce à des complicités, il put changer d’identité et rejoindre Marseille pour quitter la France. Reconnu lors de l’embarquement, arrêté et traduit devant un conseil de guerre, le 11 mars 1852, il fut condamné à la déportation. Il arriva à Cayenne en Guyane, le 6 juillet 1853, et y mourut du scorbut le 12 avril 1854.

## Biographie

### Jeunesse
Né à Volx le 11 novembre 1799 — le 20 brumaire an VIII — il était le fils de Joseph-André, avocat et maire de Volx, et de Marie-Elisabeth Décorio, fille d’un avocat de Forcalquier. Cette dernière mourut l’année de ses onze ans.  Son père s’installa alors avec ses quatre enfants (deux frères aînés d’André, une sœur cadette) chez ses beaux-parents à Forcalquier. Il mourut à son tour l’année suivante, en 1812. Les quatre orphelins restèrent chez de leurs grands-parents et André fit ses humanités au collège. 
En 1827, il entra dans l'administration des Eaux et Forêts. Il devint garde général en 1831 de l’arrondissement de Digne, où il résida avant de s’installer aux Mées. Deux ans plus tard, le 6 février 1833, il se maria avec  Louise-Henriette Ricard à Château-Arnoux. Le couple eut cinq filles et un garçon. Il poursuivit sa carrière à Forcalquier, arrondissement où il fut nommé en 1835, puis à Saint-Pons-de-Thomières, qu’il rejoignit en 1843, et à Pertuis où il prit sa charge en 1846. C’est là que débuta sa carrière politique .

### Républicain convaincu
La Seconde République fut proclamée le 25 février 1848. La promulgation de sa Constitution réveilla beaucoup d’espoirs en France. André Ailhaud se présenta à des élections partielles dans les Basses-Alpes en janvier 1849. Il ne recueillit que 3,4 % des voix dans le département, mais 96 % à Volx, et 28 % dans le canton de Forcalquier. Résultat de cet échec, le garde général de Pertuis, sur la demande du préfet de Vaucluse, fut révoqué de ses fonctions, le 19 mars 1849, par le ministre pour menées démagogiques et propos séditieux,. 
Il s’installa à Château-Arnoux chez sa belle-famille et continua ses activités républicaines. Ailhaud devint rapidement très populaire. Incontestablement, l’homme possédait des atouts. Les rapports de police ou préfectoraux et plus tard ceux des tribunaux, le présentaient toujours comme grand, doté d’une voix forte, éloquent, parlant le provençal et connaissant bien la paysannerie. Plus tard, on convint que ce meneur homme courageux était un véritable organisateur, que ce tribun aux convictions profondes, exprimait ses opinions avec vigueur, parfois avec violence, et qu’il avait les talents d’un fin stratège doublé de ceux d’un chef de guerre,.
Le « parti de l’ordre » remporta les élections du 13 mai 1849. Ses 53 % des voix lui donnèrent 64 % des élus. Mais les démocrates-socialistes progressaient au détriment des modérés. Dans les Basses-Alpes, deux députés de gauche furent élus pour trois sièges à pourvoir. Le 8 janvier 1850, la présence d'Ailhaud à Saint-Étienne-les-Orgues, où il était venu assister au mariage de sa nièce Octavie déclencha une manifestation anti-gouvernementale. Le mariage célébré à la marie par Joseph Grangeon, premier adjoint au maire, les invités se rendirent en défilé au cabaret d’André Gondran où le repas était prévu. Au cours de celui-ci, à la demande générale, le tribun debout sur une table, exhorta les convives à la défense de la République et de ses valeurs. Les applaudissements furent nourris et ceux du premier adjoint immédiatement dénoncés au maire Prosper Hyacinthe Tardieu. Ce dernier envoya une missive, pour le faire démettre, à son ami Alphonse Paillaud, sous-préfet de Forcalquier, qui obtempéra.

### Chef des insurgés contre le coup d'État de 1851

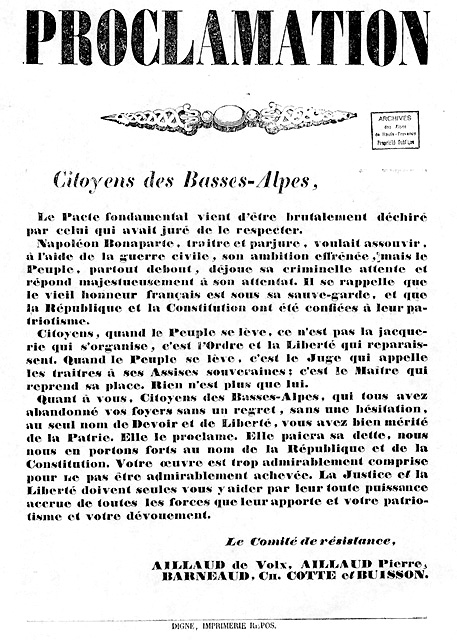
Proclamation contre le coup d'État de 1851 dans les Basses Alpes

La situation devint délicate pour les Républicains. Le 31 mai 1850, le suffrage universel fut supprimé, ce qui privait les électeurs les plus pauvres du droit de vote. Ailhaud et ses amis proclamèrent que la République était menacée. Début décembre 1851, André Ailhaud devint l'un des principaux chefs républicains en formant avec Pierre Aillaud, Buisson (ancien maire de Manosque), Ch. Cotte (Digne), Escoffier (Forcalquier) et Barneaud (Sisteron) le comité central de Résistance qui à la suite de l'annonce du coup d'État arrivée au cours de la journée du 4, se constitua en Comité départemental. Ce fut alors qu'Ailhaud de Volx proclama l’insurrection contre le coup d’État. Dès que la nouvelle fut connue dans les Basses-Alpes, les chefs républicains réunis près de Forcalquier rédigèrent un appel aux armes. Il fut contresigné par tous les collègues d’Ailhaud.
La mobilisation fut générale. Au matin du 6 décembre, les républicains de Sisteron, Manosque et Forcalquier marchèrent sur Digne. À chaque village traversé, des hommes, armés de fusils et de faux, formaient de nouvelles colonnes grossissant l'armée républicaine. Quand elle arriva aux portes de la préfecture, elle comptait 10 000 hommes.
Ils entrèrent dans Digne en chantant la Marseillaise et s’emparèrent de l'Hôtel de la Préfecture. Le lendemain, il fut décrété que, dans chaque commune, fut immédiatement procédé à la nomination des Comités de Résistance composés de cinq membres. Avaient signé pour le Comité départemental de Résistance, Ch. Cotte, Buisson, Escoffier, Aillaud de Volx, P.Aillaud, Guibert et Jourdan.

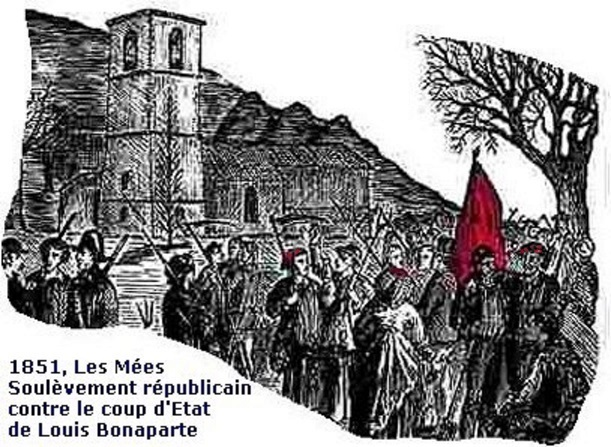
Les Mées, soulèvement contre le coup d'État de 1851

Le 8 décembre, Ailhaud et ses amis apprirent qu’un bataillon venu de Marseille remontait la vallée de la Durance. Cinq à six mille hommes quittèrent Digne dans la soirée et s’en furent bivouaquer près de Malijai, par une nuit glaciale. Ailhaud avait été chargé du commandement de la troupe. Il fit preuve de réelles qualités de stratège en postant ses hommes au sud des Mées, dans une sorte de défilé.
L’affrontement eut lieu, qui vit la victoire des insurgés, les troupes bonapartistes ayant été contraintes de battre en retraite,. Mais les prisonniers du bataillon marseillais annoncèrent aux insurgés que seules les Basses-Alpes restaient en rébellion contre le pouvoir de Paris. Les chefs républicains décidèrent alors, au soir même de la victoire, de poser les armes.  C’était théoriquement la fin du combat des insurgés bas-alpins contre le coup d'État anti-républicain. Mais bien qu'isolée, cette insurrection n’en continua pas moins ponctuellement. Seul, ou presque, Ailhaud de Volx refusa d’abandonner la lutte. Il rallia deux cents hommes et rejoignit Forcalquier, avec Escoffier, le 10. Là, ils décidèrent de gagner Sigonce, puis Saint-Étienne-les-Orgues, au pied de la montagne de Lure, où ils voulaient se ravitailler.

### Ailhaud de Volx prend le maquis dans la montagne de Lure
Pendant ce temps, dès le 8 décembre, le gouvernement avait publié un décret assimilant les défenseurs de la Constitution à des repris de justice. Les républicains étaient désormais devenus des malfaiteurs et des criminels. Les Basses-Alpes furent déclarées en état de siège. 
Escoffier étant resté à Forcalquier, André Ailhaud arriva le 12 décembre à Saint-Étienne. On lui apprit que Prosper Hyacinthe Tardieu, maire de Saint-Étienne-les-Orgues, qui était aussi le notaire (et l’usurier) du village, le 4 décembre 1851, dès qu’avait été connu le coup d’État de Paris, avait eu son étude envahie par quelques-uns de ses administrés qui détruisirent ses minutes et ses archives. Il condamna vivement cet acte et ses auteurs. Le lendemain, ayant été averti que l'armée était arrivée à Forcalquier et qu'on avait proclamé la mise en état de siège du département, il licencia sa troupe. Quand le 14, au matin, le colonel Vinoy arriva à la tête d’un millier d'hommes de toutes armes. Ailhaud n’était plus là.Tous les insurgés avaient pris la fuite. On en prit une demi douzaine qui furent fusillés. Deux autres républicains avaient été exécutés, entre Fontienne et Saint-Étienne. Une colonne mobile fouilla la montagne. Trois républicains furent encore fusillés. 
Quant à André Ailhaud, il s'était rendu à Lardiers chez son ami l'aubergiste Moutte qui, avec l’aide de six Rouges du village, fils et petits-fils des droguistes de la montagne de Lure, le cacha. Puis le groupe le prit en charge pour l'aider à trouver des retraites sûres dans Lure et lui permettre d'échapper aux recherches. Ailhaud connaissait parfaitement la montagne. C’était, pour lui, le lieu idéal pour prendre le « maquis », même au mois de décembre, au seuil de l'hiver. Traqué, il réussit à échapper à ses poursuivants.

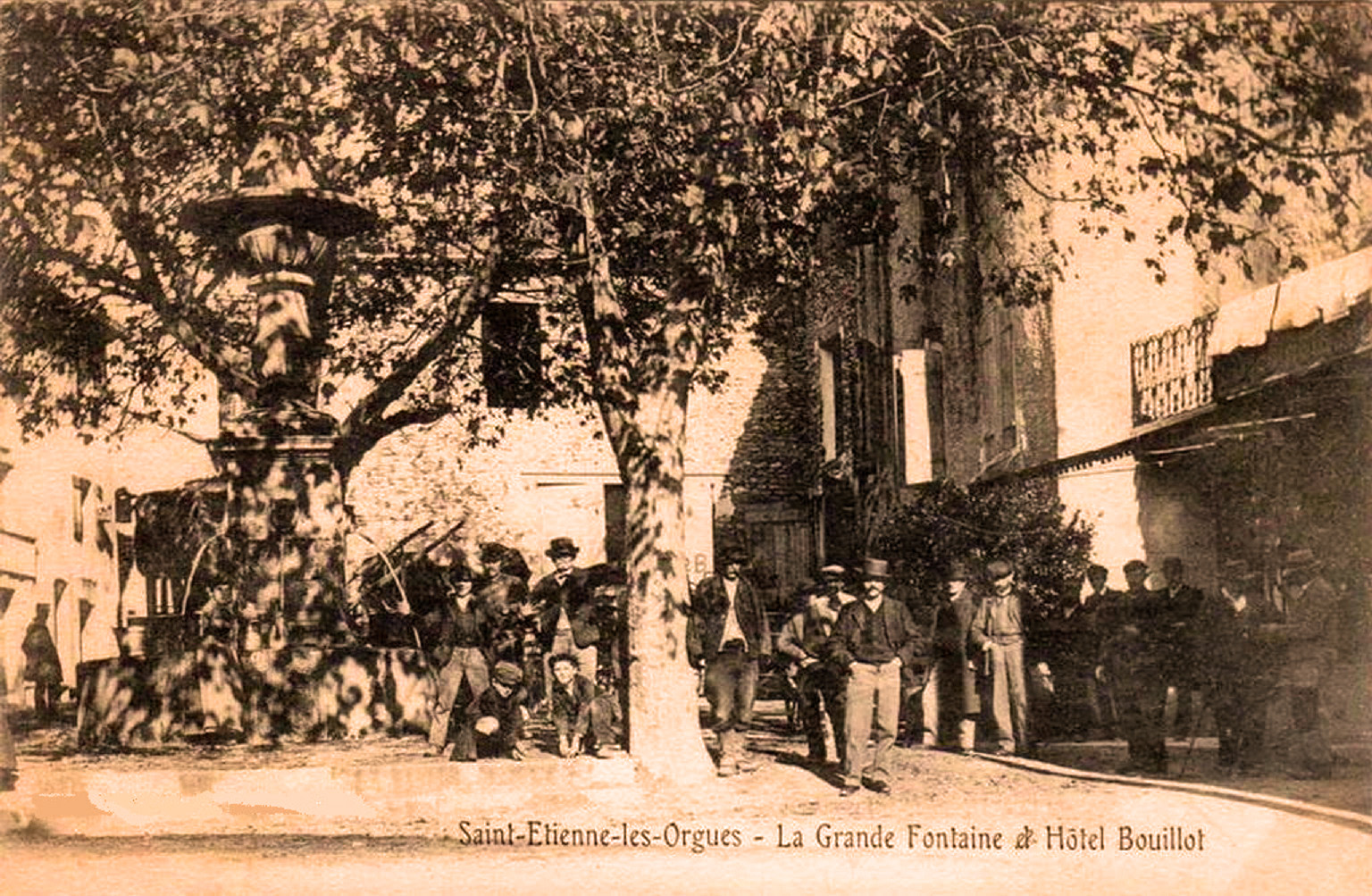
Saint-Étienne-les-Orgues, la fontaine Napoléon III, rebaptisée la Grande Fontaine

Un jour, le lieutenant Franck et son détachement le surprirent mais, grâce à son audace, il évita leurs coups de fusil. Un autre jour, serré de près par les voltigeurs du 54e, il franchit un précipice qui faisait quinze mètres de haut. « Il a disparu, raconte le journal de droite L'Intransigeant des Alpes avec une pointe d'admiration, sans qu’on sache ce qu'il est devenu. ». 
Avec les réoccupations de Saint-Étienne-les-Orgues le 14 et de Barcelonnette le 15, les derniers bastions insurgés de France étaient tombés. C'était la fin de la grande insurrection bas-alpine. Pour bien signifier le retour à l’ordre et la victoire de l'Empire, en janvier 1852, Prosper Hyacinthe Tardieu se vit remettre le croix de la légion d'honneur et l'on édifia une fontaine Napoléon III au centre du village. Fort du soutien du pouvoir, le maire de Saint-Étienne-les-Orgues intenta un procès à ses concitoyens pour se faire rembourser le sac de son étude. Il le gagna avec dommages et intérêts et les habitants de son village durent le rembourser intégralement jusqu'en 1891.

### Déporté en Guyane

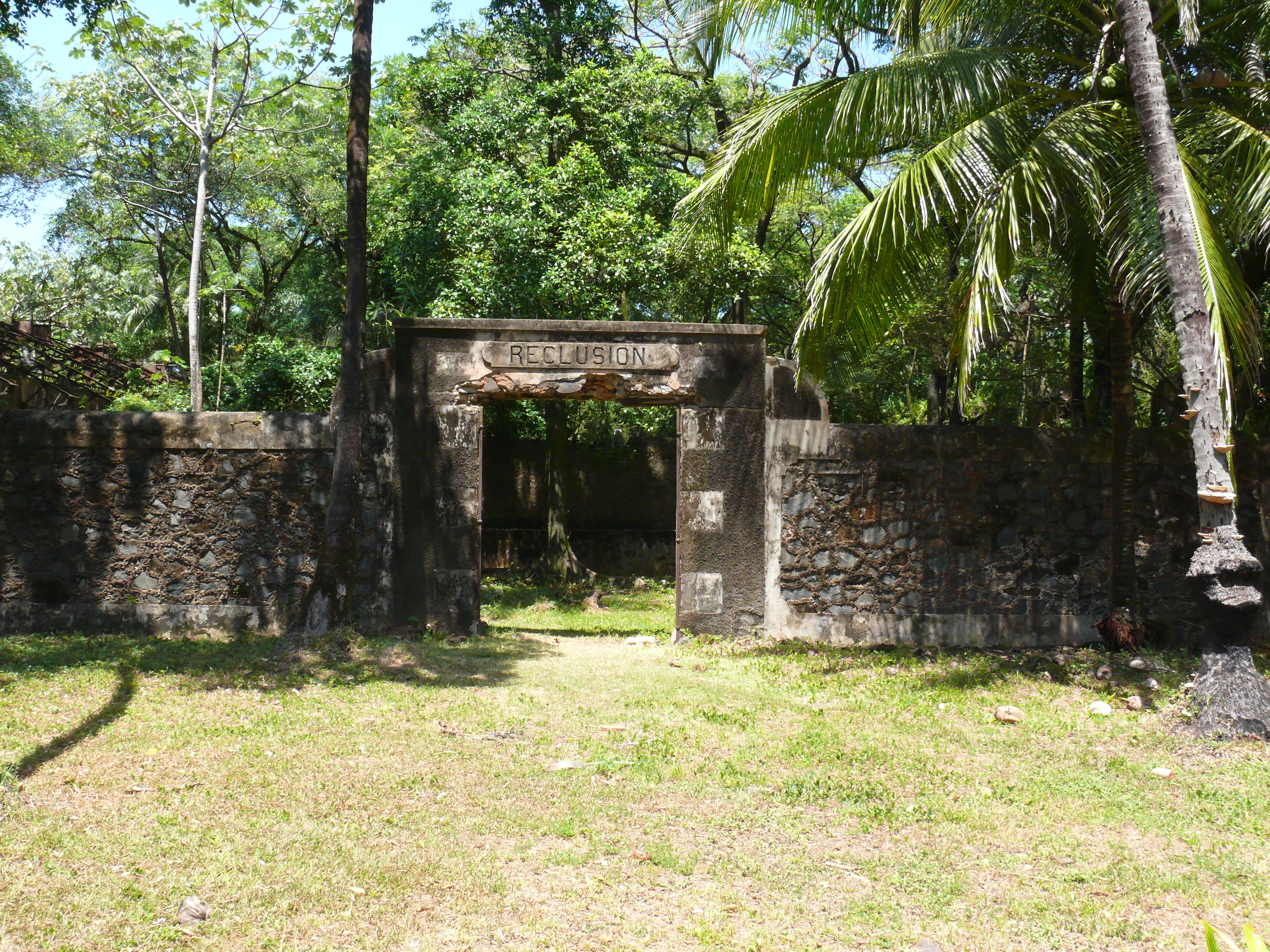
Entrée du bâtiment des cellules de réclusion de l'île Saint-Joseph

Seul Ailhaud de Volx ne céda pas, abandonné par ses derniers compagnons, chassé par la neige et le froid, dans le courant de janvier 1852, il réussit — avec l’aide de ses amis de Lardiers qui le déguisèrent et lui procurèrent un faux passeport sous le nom de Luc — à traverser la Provence et à rejoindre Marseille où il tenta de s’embarquer. Il fut appréhendé à ce moment-là. Le chef des républicains des Basses-Alpes fut présenté devant le juge d'instruction, puis déféré devant un conseil de guerre composé de sept membres. 
L'audience eut lieu le 11 mars 1852. Le greffier donna lecture des pièces de l'instruction desquelles il résultait que, le 5 décembre, Ailhaud, à la tête d’une bande de cinquante à soixante hommes, aurait tiré sur deux gendarmes. Sa tête fut sauvée par un officier que les insurgés avaient fait prisonnier aux Mées et qui témoigna que l'accusé lui avait sauvé la vie. Le Conseil de guerre condamna le républicain à la déportation en Guyane.
Embarqué le 25 avril, à Toulon, sur le navire L'Allier, Ailhaud de Volx arriva le 6 juillet 1853 à Cayenne et reçut le matricule 276. Il fut interné successivement à l’île La Mère, puis, aux îles du Salut et dans l’île Saint-Joseph. C’était la plus insalubre, celle réservée aux déportés politiques. Il y mourut du scorbut le 12 avril 1854.

## Souvenir
Le souvenir de ce personnage mis à la tête des résistants au coup d’État de Bonaparte est maintenu par les institutions : ainsi, il figure parmi les cinq révolutionnaires choisis pour illustrer la région Provence-Alpes-Côte d’Azur en 2009.
Aujourd'hui, Ailhaud de Volx a donné son nom au collège de son village d'origine.